# Sietkasullot
Sietkasullot är en ö i Finland. De ligger i vattendraget Lätäseno och i kommunen Enontekis i den ekonomiska regionen  Fjäll-Lappland  och landskapet Lappland, i den norra delen av landet, 900 km norr om huvudstaden Helsingfors. Arean för den av öarna koordinaterna pekar på är 1,8 hektar och dess största längd är 210 meter i nord-sydlig riktning.